# アヴェロルディ家の祭壇画
『アヴェロルディ家の祭壇画』（アヴェロルディけのさいだんが、伊: Polittico Averoldi、英: Averoldi Polyptych）は、イタリア・ルネサンスのヴェネツィア派の巨匠ティツィアーノ・ヴェチェッリオが1520-1522年に板上に油彩で描いた多翼祭壇画である。聖セバスティアヌスを描いている右翼下部パネルの柱の部分に「Ticianus Faciebat / MDXXII」と署名されている。 作品は、古代彫刻、ミケランジェロ、ラファエロの作品など当時のローマからもたらされた最新の造形的イメージの影響を受けつつ、ティツィアーノの様式に同化されており、ジローラモ・サヴォルドやモレット・ダ・ブレシアを含むブレシア地域の何人かの画家たちに影響を与えた。北部イタリアのブレシアにあるサンティ・ナザーロ・エ・チェルソ聖堂に所蔵されている。

## 歴史
作品は、教皇レオ10世からヴェネツィアに派遣されていた特使アルトベッロ・アヴァロルディ (Altobello Averoldi) により、ティツィアーノがヴェネツィア共和国の公式画家であった時代に委嘱された。作品は1522年に引き渡されたが、そのことは右翼下部パネルにあるティツィアーノの署名によって示されている。この大きな多翼祭壇画は、ブレシアのサンティ・ナザーロ・エ・チェルソ聖堂の高祭壇の背後に置かれていたヴィンチェンツォ・フォッパによる別の祭壇画 (そのうち現存しているのは、キエザヌオーヴァ (サンマリノ) の聖母マリア昇天教会にある『キリストの降誕』と、トジオ・マルティネンゴ絵画館にある2枚の左右両翼パネル) の代わりに設置された。当時、ブレシアはヴェネツィア共和国が領有していたイタリア本土の土地の1部であった。 
聖セバスティアヌスを描いたパネルの最初のヴァージョンは、ティツィアーノによる制作が遅れていた『アンドロス島のバッカス祭』 (プラド美術館) の代償としてフェラーラ大公アルフォンソ1世・デステに申し出られた。大公は申し出を断り、作品はおそらくマントヴァに送られた。ゴンザーガ家からチャールズ1世 (イングランド王)  に売却された作品の中におそらくこの作品が言及されているが、以降の行方は不明である。
なお、アヴェロルディ家も、本作の引き渡しが遅れていることに文句を言い始めた。

## 作品
当時としては古めかしいものであった、複数のパネルからなる祭壇画の形式は、アヴェロルディ家からの特別な要請に従ったものであったと思われる。いずれにしても、ティツィアーノは、空間的、構造的に15世紀の多翼祭壇画のようではないとしても、なんとかある程度の統一感を生み出している。代わりに、ヴェネツィア派の画家ティツィアーノは色彩によるダイナミズムを採用し、光が中央場面に集中するような感覚を作り出している。
各パネルは以下のものである。
- 「キリストの復活」、278x122 cm
- 「寄進者といる聖ナザロと聖ケルスス」、170x65 cm
- 「聖セバスティアヌス」、170x65 cm

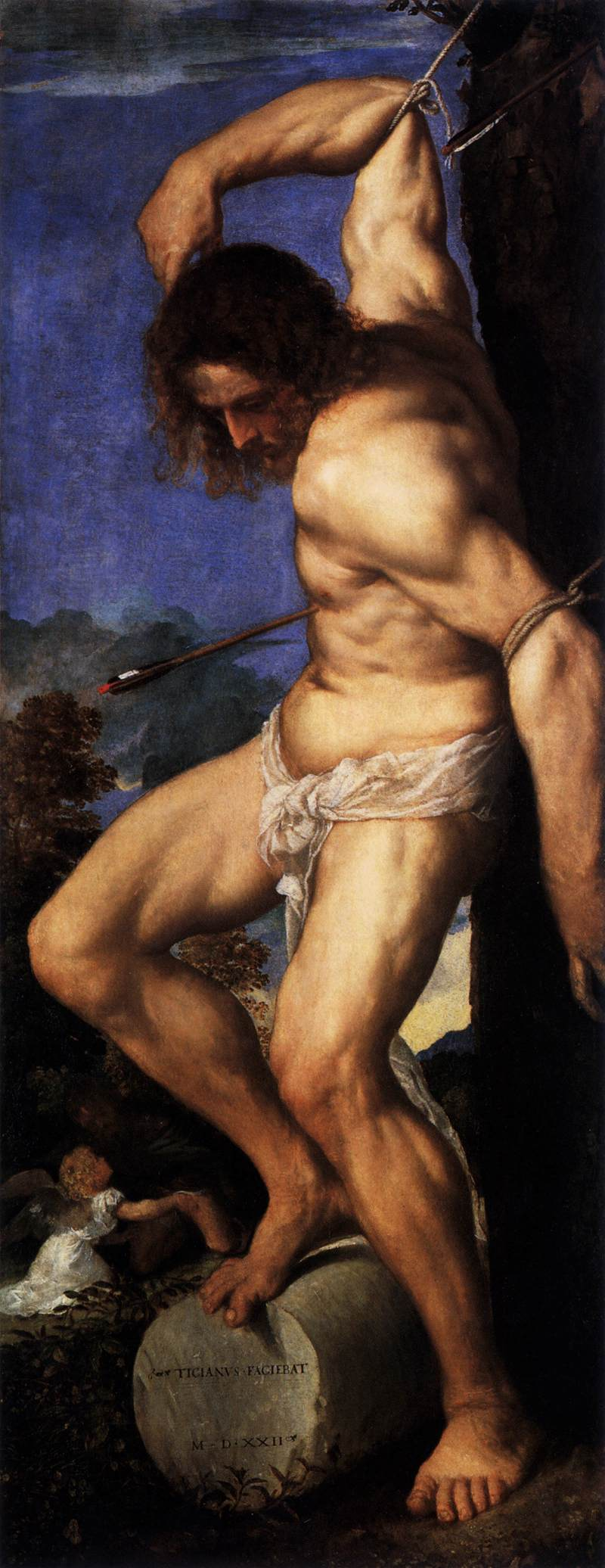
「聖セバスティアヌス」

- 「受胎告知の天使」、79x65 cm
- 「受胎告知の聖母」、79x65 cm

### 「キリストの復活」
中央パネルは、暗い黄色と灰色の明け方の空高く、復活した勝利のイエス・キリストを描いている。彼は、カトリック教会の紋章である、十字軍の聖人聖ゲオルギウスの旗を持っている。キリストの下には鎧を身に着けた兵士の一群がいる。
この作品は、求心的なキリストの位置で『キリストの変容』、ほぼ夜景という点でフレスコ画『聖ペテロの解放』(ともにヴァチカン美術館) など、ラファエロの作品の影響を示している。後ろ向きの兵士の短縮法ポーズも、『聖ペテロの解放』の兵士のモティーフを意識しているものと思われる。ティツィアーノは、特にラファエロに強いライヴァル意識を抱いていた。
キリストのポーズには1506年に発見された『ラオコーン群像』 (ヴァチカン美術館、ヴェネツィアのグリマーニ・コレクションにその複製の1つがあった) の影響も推測されている。さらにもう1つの影響の可能性としてドナウ派が挙げられており、それは光が風景に劇的な影響を及ぼしていることに見て取れる。背景に理想化されたエルサレムを描くことは、北ヨーロッパの流行であった。

### 「寄進者といる聖ナザロと聖ケルスス」
左翼下部パネルは、暗い背景に教会の守護聖人ナザロとケルススを示している。ナザロは輝く甲冑に身を包み、弟子のケルススはその背後に立っている。絵画の寄進者で、ヴェネツィアに派遣されていた教皇特使アルトベッロ・アヴェロルディは跪き、横顔で表されているが、様式的にラファエロの『フォリーニョの聖母』 (ヴァチカン美術館) 中のシジスモンド・デ・コンティを想起させる。また、1510年に死亡する以前、ティツィアーノとともに仕事をしていたジョルジョーネの影響が穏やかな雰囲気と沈んだ色彩に見出せるかもしれない。

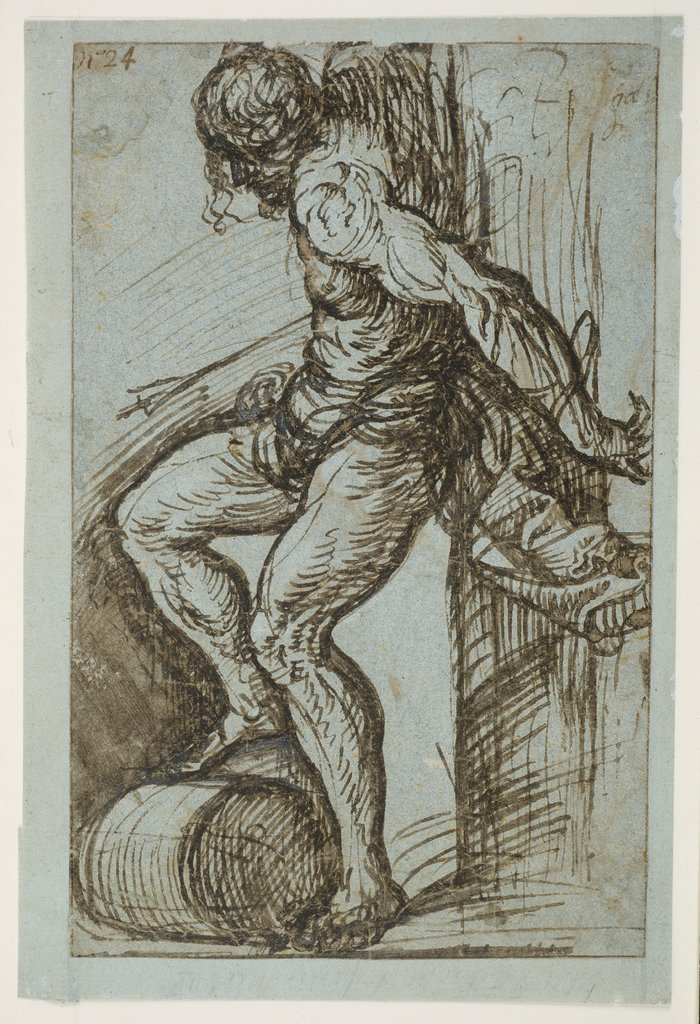
聖セバスティアヌスのための準備素描、シュテーデル美術館、フランクフルト

### 「聖セバスティアヌス」

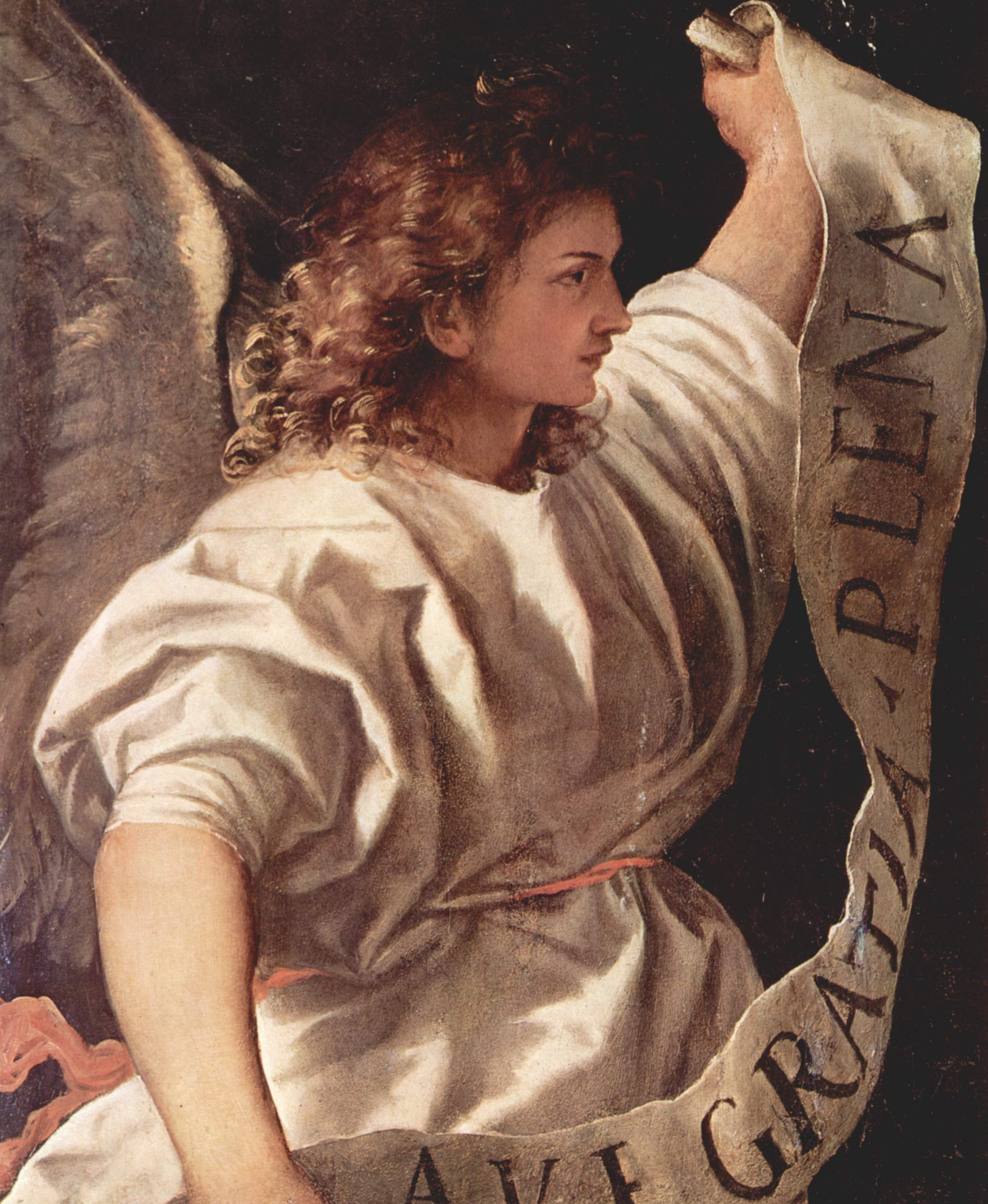
「受胎告知の天使」

右翼下部パネルは伝統的な聖セバスティアヌスの殉教を表しているが、聖人はどちらかというと捻じれた身体の姿で描かれている。このポーズは、ミケランジェロの『システィーナ礼拝堂天井画』中の「アマンの懲罰」、またはラファエロの『ボルゴの火災』 (ともにヴァチカン美術館) に由来しているのかもしれない。また、『反抗する奴隷』(ルーヴル美術館) などミケランジェロの一群の「囚われ人」の彫刻の影響も推測されている。聖人の両腕は異なる位置で木の幹に結びつけられている。右脚が転がっている石の柱に載っているので、両脚もまた異なった状態で描かれている。
聖人の顔は、中央パネルの復活したキリストの顔に似ていると提唱されている。聖人の顔はまたティツィアーノ自身にもいくぶん似ていると主張されているが、当時の彼は30歳であった。
画面の背景には、お告げをする天使がいる。その視線は、介抱をしている聖ロクスに向けられている。当時、ペストからの護身用に両聖人に祈りが捧げられたが、聖ロクスの剥き出しの脚はペストに典型的な創傷で覆われている。
このパネル用の準備素描が2枚残っている。1枚 (16.2 x 13.6 cm) はベルリンの銅版画ギャラリーにあり、もう1枚 (18.3 x 11.5 cm) はフランクフルトのシュテーデル美術館にある。ティツィアーノが彫刻的なコントラポストに異例なほどの関心を持っていたことは、これらの素描から十分うかがえる。

### 「受胎告知」
左右上部パネルは「受胎告知」を表しており、中世からの伝統に則り、左側には「受胎告知の天使」が、右側には「受胎告知の聖母」が描かれている。ティツィアーノは2人の人物に強い光をあてており、とりわけ天使は背後からの強い光を受けている。天使は、「福音書」にある大天使ガブリエルから聖母マリアへの言葉「Ave Gratia Plena」が掛かれた巻物を広げている。